# Medionidus
Medionidus је род слатководних шкољки, мекушаци из породице Unionidae.

## Врсте
Врсте у оквиру рода Medionidus:
- Medionidus acutissimus
- Medionidus conradicus
- Medionidus parvulus
- Medionidus penicillatus
- Medionidus simpsonianus
- Medionidus walkeri